# Hupa
Cet article concerne la langue hupa. Pour le peuple hupa, voir Hupas.
Pour les articles homonymes, voir hup.
Le hupa ou houpa est la langue parlée par les Hupas qui habitent le nord-ouest de la Californie. Cette langue fait partie du groupe des langues de la côte pacifique de la famille athapascane, qui appartient elle-même à la famille na-dené des langues des Amériques.
Le hupa est encore parlé par quelques personnes âgées dont c'est la langue maternelle (93 en 1990, 8 en 1998), et il serait en voie d'extinction sans les opérations de revitalisation qui ont été menées, comme l'enseignement de la langue aux adultes. Il existe un dictionnaire de langue hupa (voir ).